# Хюмпферсхаузен
Хюмпферсхаузен (нем. Hümpfershausen) — община в Германии, в земле Тюрингия. 
Входит в состав района Шмалькальден-Майнинген. Подчиняется управлению Вазунген-Амт Занд.  Население составляет 437 человек (на 31 декабря 2010 года). Занимает площадь 13,26 км².

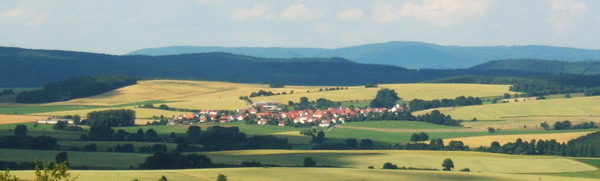
Хюмпферсхаузен